# Саласар, Хуан де
Хуан де Саласар де Эспиноса  (исп. Juan de Salazar de Espinosa) (1508, Эспиноса-де-лос-Монтерос — 1560, Асунсьон) — испанский конкистадор, основатель столицы Парагвая — города Асунсьона.

## Биография
Хуан де Саласар родился на севере Испании, в городе Эспиноса-де-лос-Монтерос. О его ранней жизни практически никаких сведений не сохранилось.
В 1535 году Саласар записался в экспедицию конкистадора Педро де Мендосы и оказался в Новом Свете. Прибыв в пункт назначения в январе 1536 года, он был отправлен Мендосой в поисках Хуана де Айоласа, которого ранее отправили исследовать окрестности рек Парана и Парагвай. Саласар был одним из первых поселенцев Буэнос-Айреса, основанного Мендосой в 1536 году в устье Ла-Платы. По пути он столкнулся с Доминго Мартинесом де Ирала, который был частью той же экспедиции. 
В 1537 году Мендоса отправил Саласара на поиски пропавшей экспедиции Хуан де Айоласа, ранее посланного им для исследования земель, находящихся на реке Парагвай. Во время поиска членов пропавшей экспедиции, Саласаром 15 августа 1537 года было основано поселение на реке Парагвай, которое он назвал Асунсьоном (Вознесением), в честь Вознесения Девы Марии на небо, отмечаемого в римско-католической традиции именно 15 августа.
В 1544 году Хуан де Саласар, за участие в восстании против парагвайского губернатора Кабеса де Ваки, силой захватившего власть в Асунсьоне, был депортирован в Испанию.
Через три года, в 1547 году, Саласару было разрешено вернуться в Южную Америку, где последующие два года он служил казначеем.
В 1549 году Саласару было поручено возглавить экспедицию для колонизации Парагвая. Экспедиция была сопряжена со многими трудностями и продлилась до 1555 года. Отчасти трудности были связаны с тем, что среди колонистов было немало испанских женщин, привезенных по приказу испанского короля Карла V Габсбурга из Европы для того, чтобы прекратить смешение конкистадоров с индейским населением. В последующие годы (1550-1555) он деятельностью по освоению новых земель на всей территории современного Парагвая.
Хуан де Саласар умер в 1560 году в основанном им самим городе — в Асунсьоне.

## В кино
Хуан де Саласар является одним из главных героев вышедшего в 2014 году испанского телесериала Сердце океана (исп. El corazón del océano). Роль Саласара в сериале сыграл известный испанский актер Уго Сильва.